# Scopifera stenosema
Scopifera stenosema là một loài bướm đêm trong họ Noctuidae.